# Línea 103 (Tucumán)
La Línea 103 es una línea de colectivos interurbana operada por Cerro Pozo U.T.E. Esta conecta las localidades de El Colmenar, San Miguel de Tucumán y El Manantial del Gran San Miguel de Tucumán.

## Recorrido

### Ramal El Colmenar- El Manantial[1][2][3]
Virgen de Luján, Ruta 305, Av. J. B. Justo, Av. Avellaneda, Av. B. Aráoz, Av. Brígido Terán, Domingo García, Av. Sáenz Peña, San Lorenzo, Chacabuco, Lamadrid, Av. Adolfo de la Vega, Lavalle, Diag. Juan XXIII, Diag. Elmina Paz de Gallo, Ruta 301, Cristo Rey, Rivadavia, Martín Fierro, Río de la Plata, de la Torre, Rivadavia, Cristo Rey, Ruta 301, Diag. Elmina Paz de Gallo, Av. Roca, Pellegrini, Lavalle, Congreso, Gral. Paz, Entre Ríos, Monteagudo, Santiago, Laprida, España, Av. Juan B. Justo, Méjico, Monteagudo, Av. Fco. De Aguirre, Av. Juan B. Justo, Ruta 305, calle Auxiliar Norte Avenida de Circunvalación, Av. del Río, Los Lapachos, Las Acacias, El Jacarandá, Los Pinos, Los Lapachos, Av. del Río, hasta (Barrio 147 viviendas) regresando por Av. del Río, calle Auxiliar Norte Avenida de Circunvalación, Ruta 305, Av. San Francisco Solano, Virgen de Luján, Ruta 305.

## Lugares de Interés
- Plaza Belgrano
- Plaza San Martín
- Plaza Yrigoyen
- Hospital Centro de Salud
- Palacio de Tribunales